# 希默爾巴赫河 (格拉特河支流)
47°28′31″N 8°31′36″E / 47.47517°N 8.52671°E

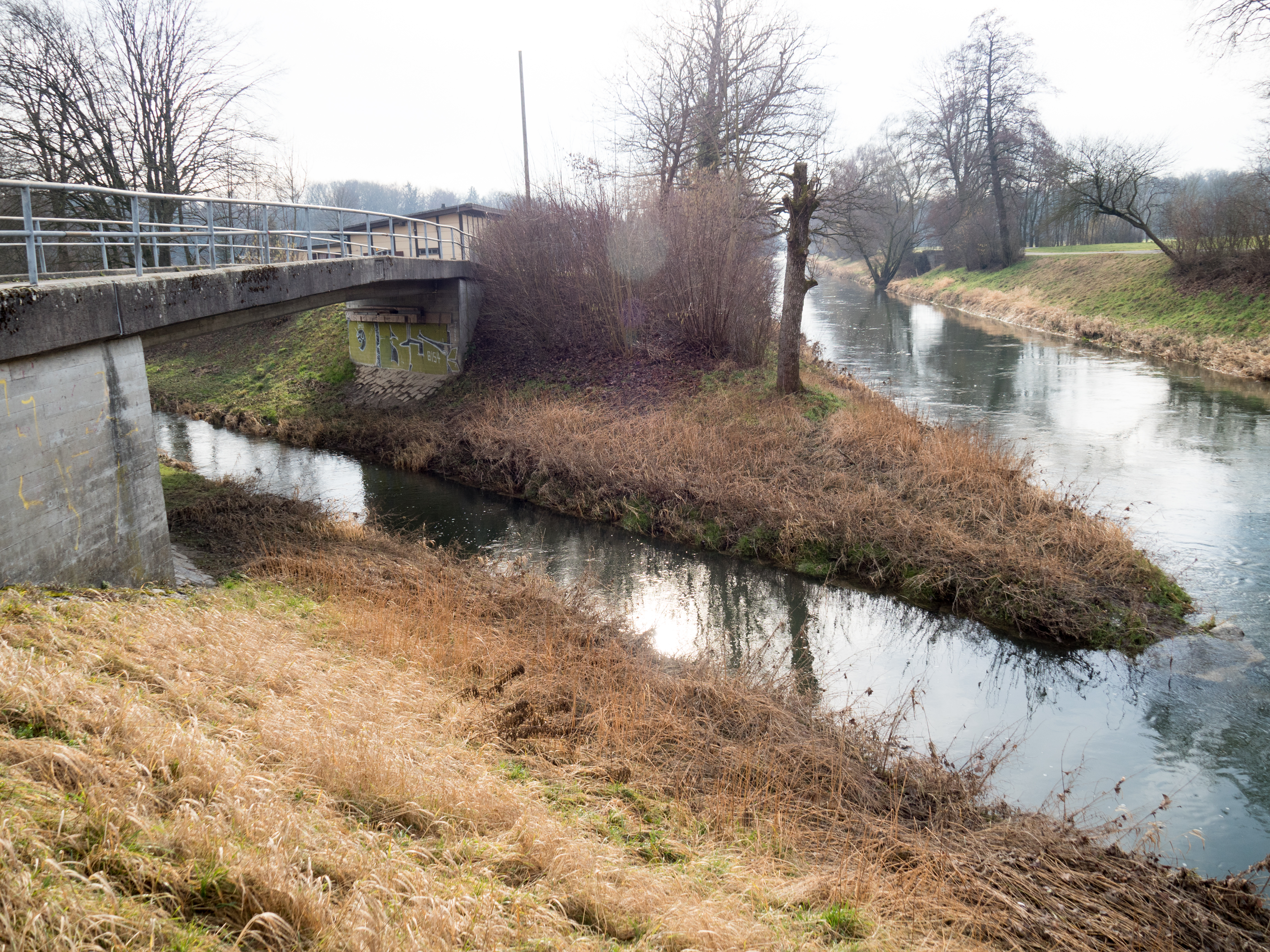

希默爾巴赫河是瑞士的河流，位於該國北部，流經蘇黎世州，屬於格拉特河的右支流，流域面積41平方公里，發源自克洛滕，河口處在上格拉特。